# El hombre de arena
El hombre de arena és una pel·lícula de drama espanyola del 2007 dirigida per José Manuel González-Berbel.

## Argument
La història es desenvolupa a la fi dels anys 60 a l'Hospital Psiquiàtric de Mèrida. Allí sorgirà una història d'amor entre Mateo (Hugo Silva), idealista rodamón que l'han tancat per molestar uns veïns tocant la gaita aplicant-li la Ley de Vagos y Maleantes, i Lola (María Valverde), una noia maltractada des de nena.

## Comentaris
Rodada entre Madrid, Mèrida i Salvaleón (Badajoz).

## Repartiment
- Hugo Silva...	Mateo
- María Valverde...	Lola
- Irene Visedo	 ...	Carmen
- Alberto Jiménez 	... Burgos
- Samuel Le Bihan ... El francès
- Mercedes Sampietro...	Carmen gran
- Gabrielle Lazure ...	Simona
- Ana Torrent...	María la Cigarrona

## Premis
- Festival Internacional de Cinema de Cartagena de Indias: Catalina d'Or al millor actor de repartiment (Samuel Le Bihan)[5][6]